# Lataule
Lataule ist eine französische Gemeinde mit 117 Einwohnern (Stand: 1. Januar 2022) im Département Oise in der Region Hauts-de-France (vor 2016 Picardie). Sie gehört zum Arrondissement Compiègne und zum Kanton Estrées-Saint-Denis. 

## Geographie
Lataule liegt etwa 20 Kilometer nordwestlich von Compiègne. Umgeben wird Lataule von den Nachbargemeinden Mortemer im Norden, Cuvilly im Norden und Osten, Gournay-sur-Aronde im Süden und Südosten, Neufvy-sur-Aronde im Südwesten, Belloy im Westen sowie Méry-la-Bataille im Westen und Nordwesten.

## Bevölkerungsentwicklung
| Jahr                       | 1962 | 1968 | 1975 | 1982 | 1990 | 1999 | 2006 | 2018 |
| Einwohner                  | 122  | 108  | 67   | 54   | 70   | 106  | 121  | 118  |
| Quellen: Cassini und INSEE |      |      |      |      |      |      |      |      |

## Sehenswürdigkeiten
- Kirche Notre-Dame de l’Assomption (siehe auch: Liste der Monuments historiques in Lataule)